# Penamaior
Penamaior es una freguesia portuguesa del concelho de Paços de Ferreira, con 7,91 km² de superficie y 3.619 habitantes (2001). Su densidad de población es de 457,5 hab/km².